# Pure Shores: The Very Best of All Saints
Pure Shores: The Very Best of è la seconda raccolta di successi del gruppo musicale pop britannico All Saints, distribuita il 27 settembre 2010 dall'etichetta discografica Parlophone. Il disco raccoglie tutti i singoli pubblicati dalla band, alcuni brani estratti dai loro tre album in studio e diverse rarità non altrimenti note al pubblico. È arricchito inoltre dal brano TwentyFourSeven, cantato da Melanie Blatt e gli Artful Dodger.

## Tracce
CD 1
1. Never Ever
2. Lady Marmalade
3. I Know Where It's at
4. I Remember
5. If You Don't Know What I Know
6. I Don't Wanna Be Alone
7. Rock Steady
8. Dreams
9. All Hooked Up
10. Alone
11. Surrender
12. War of Nerves (98 Remix)
13. Love Is Love
14. Get Down
15. Inside
16. On and On
17. Lady Marmalade (Timbaland Remix)
18. Ha Ha

CD 2
1. Pure Shores
2. Black Coffee
3. Bootie Call
4. Let's Get Started
5. Chick Fit
6. I Feel You
7. No More Lies
8. Distance
9. Ready, Willing and Able
10. TwentyFourSeven (Artful Dodger featuring Melanie Blatt)
11. One More Tequila
12. Heaven
13. Saints and Sinners
14. Take the Key
15. Whoopin' Over You
16. Flashback
17. Pure Shores (2 Da Beach U Don't Stop Remix)
18. Black Coffee (Neptunes Remix)